# Theunis Wypart

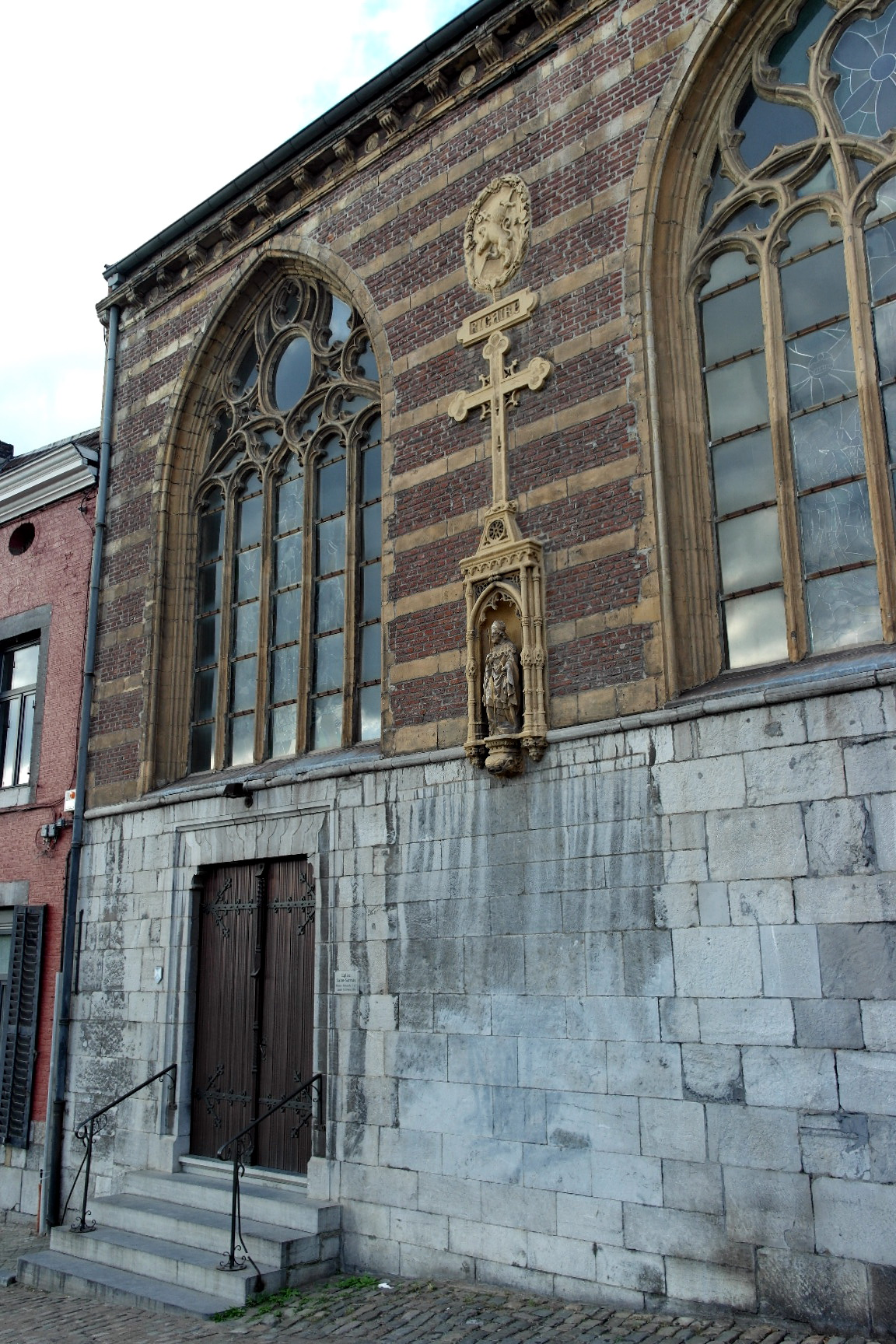
Glasramen van de Sint-Servaaskerk in Luik.

Theunis of Antoine Wypart of Wiepart, ook genoemd de Jongere (Luik, 2e helft 16e eeuw) was een glazenier en glasschilder in het prinsbisdom Luik.

## Levensloop
Zijn familie kende talrijke glazeniers. Zo was er zijn vader Theunis Wypart de Oudere, alsook de zoon Paul Wypart. Deze laatste mocht glasramen plaatsen in de prestigieuze Sint-Lambertuskathedraal, de bisschopskerk van de prins-bisschoppen van Luik. 
Zelf voerde Theunis Wypart opdrachten uit voor prins-bisschop Gerard van Groesbeek en zijn opvolger Ernst van Beieren. Wypart schilderde glasramen in de abdij van Robermont, die niet meer bestaat, alsook in de Jezuïetenkerk (thans vervangen door de universiteit van Luik) en in de Sint-Servaaskerk. Hij maakte glasramen voor kanunniken thuis, onder meer bij Pierre Curtius, zoon van wapenhandelaar Jean Curtius. Zijn grootste opdracht was zonder twijfel de glasramen in de abdij van Val-Benoît. In 1568 was er een grote brand uitgebroken ten tijde van de korte belegering van Willem van Oranje. Prins-bisschop Gerard van Groesbeek was immers Habsburg-gezind en kreeg daarom het leger van Willem van Oranje voor de stadspoorten. Wypart herstelde en schilderde alle glasramen.